# Robert Lycke
Robert Lycke (Brussel, 7 juni 1937) is een Belgisch voormalig hockeyer.

## Levensloop
Lycke was actief bij Royal Orée.
Daarnaast maakte hij deel uit van het Belgisch hockeyteam. Met de nationale ploeg nam hij onder meer deel aan de Olympische Zomerspelen van 1960. Ook maakte hij deel uit van de nationale equipe die in 1959 werd bekroond met de 'Nationale trofee voor sportverdienste'.
Na zijn spelerscarrière was Lycke actief bij de KBHB, waarvan hij in 1974 penningmeester werd. Een functie die hij oefende tot 1981. In 1985 werd Lycke vervolgens verkozen tot voorzitter van de Belgische hockeyfederatie. Hierop aansluitend was hij van 1995 tot 1998 - en nogmaals van 2005 tot 2007 - er algemeen secretaris van. In deze hoedanigheid werd hij in 2007 door Jean-Christophe Capelle opgevolgd. Voorts was Lycke penningmeester van zowel het BOIC als van de FIH.